# C.W. Westrup
Carl Wium Westrup (født 11. august 1874 i Helsingør, død 10. august 1958 i København) var en dansk retslærd. Han var stiftsskriver i Roskilde og æresdoktor i jura (romersk og kanonisk ret).
C.W. Westrup var søn af en artillerikaptajn; moderen døde allerede i 1875. Han blev student fra Metropolitanskolen i 1892 og blev cand.jur. i 1899. Han har arbejdet som jurist ved Sjællands Stiftsamt (1900-04) og Københavns Amts Søndre Birk (1904-12), inden han fik den ledende stilling som stiftsskriver i Sjællands Stift 1920. Han var på studieophold i Paris 1914 og på længere studierejser blandt andet til München, Rom (1932-33) og atter Paris. 
Han har et større juridisk forfatterskab bag sig, især inden for romerret, som førte til titlen dr.jur. utriusque h.c. ved Universität München i 1924. Først som pensionist blev han æresdoktor ved Københavns Universitet i 1950 og ved Sorbonne i Paris i 1957. Han havde dog i 1927 opnået ius docendi (undervisningsret) i romerret og i almindelig og sammenlignende retshistorie ved Københavns Universitet. Westrup var endvidere medarbejder ved flere danske og udenlandske tidsskrifter samt ved Salmonsens Konversationsleksikon.
Han var tillige værge for Roskilde Domkirke 1920-38, næstformand i Selskabet for kirkelig Kunst fra dets stiftelse 1926, formand 1942. Han var medlem af Société d'Histoire du Droit, Paris, af Institut International de Philosophie du Droit et de Sociologie Juridique, Paris og af Institut Jean Bodin, Paris. Han modtog Professor P. Mariagers Legat 1947 og blev medlem af Bayerische Akademie der Wissenschaften 1949. Han var Ridder af Dannebrog og Dannebrogsmand.
Westrup blev gift 30. november 1901 med Sofie Elisabeth, født 3. marts 1877 på Merløsegård, datter af forpagter Johannes Helmers (død 1913) og hustru Emma, født Rasmussen (død 1930).